# دورة فرنسا المفتوحة 1994
قائمة بطولات دورة رولان غاروس لعام 1994 :

## الكبار

### فردي رجال
سيرجي بروغيرا هزم  ألبيرتو بيراستاغوي، النتيجة:6-3, 7-5, 2-6, 6-1
- كانت ثاني بطولة يفوز فيها بروغيرا في دورة رولان غاروس (فاز أيضاً في عام 1993), أول لقب في العام، والثاني عشر في مسيرته.

### فردي سيدات
أرانتكسا سانشيز هزمت  ماري بيرسي، النتيجة:6-4, 6-4
- كانت ثاني بطولة تفوز فيها أرناتكسا في دورة رولان غاروس (فازت في عام 1989 أيضاً)، رابع ألقبها في العام، والسادس عشر في مسيرتها.

### زوجي رجال
بايرون بلاك () وجوناثن ستارك () هزما Jan Apell وجوناس بورغمان ()، النتيجة:6-4, 7-6

### زوجي سيدات
جيجي فيرنانديز () وناتاليا زفريفا () هزمتا فيكي باينتر وليزا رايموند ()، النتيجة:6-2, 6-2

### زوجي مختلط
كريستي بوغيرت ومينو أوستينغ () هزما لاريسا نايلاند () وأندريه أولوفيسكاي ()، النتيجة: 7-5, 3-6, 7-5

## الشباب

### فردي أولاد
جيكوب دياز () هزم جورجيو غاليمبيرتاي ()، النتيجة:6-3, 7-6

### فردي بنات
مارتينا هينغيز () هزمت سونيا جياسيلان ()، النتيجة:6-3, 6-1

### زوجي أولاد
غوستافو كويرتين () ونيكولاس لابينتاي () هزما ماكسيم بويي ونيكولاس إسكود ()، النتيجة:6-2, 6-4

### زوجي بنات
مارتينا هينغيز () وهانيريتا ناجييوفا () هزمتا لينكا سينكوفا ولودمايلا ريشتيروفا()، النتيجة:6-3, 6-2